# Championnat de France de basket-ball 2003-2004
Navigation
Saison précédente Saison suivante
La saison 2003-2004 du championnat de France de Pro A de basket-ball est la 82e édition du championnat de France masculin de basket-ball, la 17e depuis la création de la LNB.
Le championnat de Pro A de basket-ball est le plus haut niveau du championnat de France.
Dix-huit clubs participent à la compétition. À la fin de la saison régulière, les équipes classées de 1 à 8 sont automatiquement qualifiées pour les quarts de finale des playoffs. Le vainqueur de ces playoffs est désigné Champion de France. Les équipes classées 17e et 18e de Pro A à l'issue de la saison régulière du championnat, descendent en Pro B. Elles seront remplacées par le club champion de France de Pro B ou classé deuxième si le champion de France termine premier. L'équipe classée 15e de Pro A à l'issue de la saison régulière du championnat dispute les barrages avec les équipes classées de 2 à 8 en Pro B.
En raison du passage de 16 à 18 clubs, il n'y a pas eu d'équipes reléguées à l'issue de la saison 2002-2003. Ce sont donc les 16 clubs ayant pris part à cette dernière saison qui participent à la saison 2003-2004, ainsi que Besançon et Reims, qui ont rejoint la Pro A à l’issue de la saison 2002-2003. Le tenant du titre, Pau-Orthez, va essayer cette année de remporter le neuvième titre de son histoire. 
La saison régulière a débuté le 3 octobre 2003 et s'est terminé le 22 mai 2004. Pau-Orthez a remporté le championnat pour la neuvième fois de son histoire en battant en finale Gravelines-Dunkerque en deux manches. Besançon et Limoges sont les deux clubs relégués à l'issue de cette saison 2003-2004.

## Clubs participants
| Clubs                | Salles (Capacités)                                                        | Villes           |
| -------------------- | ------------------------------------------------------------------------- | ---------------- |
| Besançon             | Palais des Sports (4000 places)                                           | Besançon         |
| Bourg-en-Bresse      | Salle des Sports (2300 places)                                            | Bourg-en-Bresse  |
| Chalon-sur-Saône     | Le Colisée (4 000 places)                                                 | Chalon-sur-Saône |
| Cholet               | La Meilleraie (4 500 places)                                              | Cholet           |
| Dijon                | Palais des sports Jean-Michel-Geoffroy (4 628 places)                     | Dijon            |
| Gravelines-Dunkerque | Sportica (3 500 places)                                                   | Gravelines       |
| Hyères Toulon        | Palais des sports Jauréguiberry (4 700 places) Espace 3000 (2 200 places) | Toulon           |
| Le Havre             | Salle des Docks Océane (3 598 places)                                     | Le Havre         |
| Le Mans              | Antarès (6 000 places)                                                    | Le Mans          |
| Limoges              | Palais des Sports de Beaublanc (5500 places)                              | Limoges          |
| Lyon-Villeurbanne    | Astroballe (5 600 places)                                                 | Villeurbanne     |
| Nancy                | Palais des sports Jean Weille (6 027 places)                              | Nancy            |
| Paris                | Stade Pierre-de-Coubertin (4 200 places)                                  | Paris            |
| Pau-Orthez           | Palais des sports de Pau (7 813 places)                                   | Pau              |
| Reims                | Complexe René-Tys (2800 places)                                           | Reims            |
| Roanne               | Halle André-Vacheresse (3 300 places)                                     | Roanne           |
| Strasbourg           | Rhenus Sport (6 200 places)                                               | Strasbourg       |
| Vichy                | Palais des Sports Pierre Coulon (3300 places)                             | Vichy            |

## Classement final de la saison régulière
| Rang | Équipe                   | Pts | J  | G  | P  | Pp   | Pc   | Diff |
| ---- | ------------------------ | --- | -- | -- | -- | ---- | ---- | ---- |
| 1    | Le Mans (C)              | 61  | 34 | 27 | 7  | 2785 | 2467 | 318  |
| 2    | Pau-Orthez (T)           | 60  | 34 | 26 | 8  | 2985 | 2628 | 357  |
| 3    | Chalon-sur-Saône         | 59  | 34 | 25 | 9  | 2685 | 2555 | 130  |
| 4    | Cholet                   | 56  | 34 | 22 | 12 | 2681 | 2654 | 27   |
| 5    | Gravelines-Dunkerque (F) | 55  | 34 | 21 | 13 | 2730 | 2547 | 183  |
| 6    | Le Havre                 | 54  | 34 | 20 | 14 | 2646 | 2612 | 34   |
| 7    | Strasbourg               | 54  | 34 | 20 | 14 | 2991 | 2980 | 11   |
| 8    | Dijon (S)                | 52  | 34 | 18 | 16 | 2870 | 2782 | 88   |
| 9    | Nancy                    | 51  | 34 | 17 | 17 | 2831 | 2776 | 55   |
| 10   | Reims (P)                | 50  | 34 | 16 | 18 | 2823 | 2909 | -86  |
| 11   | Lyon-Villeurbanne        | 48  | 34 | 14 | 20 | 2582 | 2548 | 34   |
| 12   | Vichy                    | 48  | 34 | 14 | 20 | 2798 | 2915 | -117 |
| 13   | Paris                    | 47  | 34 | 13 | 21 | 2604 | 2562 | 42   |
| 14   | Hyères-Toulon            | 47  | 34 | 13 | 21 | 2729 | 2848 | -119 |
| 15   | Bourg-en-Bresse          | 47  | 34 | 13 | 21 | 2645 | 2832 | -187 |
| 16   | Roanne                   | 45  | 34 | 11 | 23 | 2762 | 2915 | -153 |
| 17   | Besançon (P)             | 43  | 34 | 9  | 25 | 2553 | 2894 | -341 |
| 18   | Limoges                  | 41  | 34 | 7  | 27 | 2531 | 2807 | -276 |

|     | Qualification pour les Play-offs 2004         |
|     | Barrage Pro A/Pro B                           |
|     | Relégation en Pro B                           |
| (T) | Tenant du titre 2003                          |
| (F) | Finaliste 2003                                |
| (P) | Promu 2003                                    |
| (C) | Vainqueur Coupe de France                     |
| (S) | Vainqueur de la Semaine des As de basket-ball |

## Playoffs
|  | Quarts de finale         | Quarts de finale         | Quarts de finale | Quarts de finale         |                   |    | Demi-finales | Demi-finales | Demi-finales | Demi-finales |  |  | Finale | Finale | Finale | Finale |
|  |                          |                          |                  |                          |                   |    |              |              |              |              |  |  |        |        |        |        |
|  | 25 et 27 mai 2004        |                          |                  |                          |                   |    |              |              |              |              |  |  |        |        |        |        |
|  |                          |                          |                  |                          |                   |    |              |              |              |              |  |  |        |        |        |        |
|  | (1) Le Mans              | 89                       | 85               |                          |                   |    |              |              |              |              |  |  |        |        |        |        |
|  | (1) Le Mans              | 89                       | 85               | 1er, 3 et 5 juin 2004    |                   |    |              |              |              |              |  |  |        |        |        |        |
|  | (8) Dijon                | 75                       | 66               |                          |                   |    |              |              |              |              |  |  |        |        |        |        |
|  | (8) Dijon                | 75                       | 66               | (1) Le Mans              | 65                | 89 | 69           |              |              |              |  |  |        |        |        |        |
|  | 25 et 27 mai 2004        |                          |                  | (1) Le Mans              | 65                | 89 | 69           |              |              |              |  |  |        |        |        |        |
|  |                          | (5) Gravelines Dunkerque | 77               | 56                       | 73                |    |              |              |              |              |  |  |        |        |        |        |
|  | (4) Cholet               | (5) Gravelines Dunkerque | 77               | 56                       | 73                | 81 | 77           |              |              |              |  |  |        |        |        |        |
|  | (4) Cholet               |                          |                  |                          | 8 et 11 juin 2004 | 81 | 77           |              |              |              |  |  |        |        |        |        |
|  | (5) Gravelines Dunkerque | 87                       | 79               |                          |                   |    |              |              |              |              |  |  |        |        |        |        |
|  | (5) Gravelines Dunkerque | 87                       | 79               | (5) Gravelines Dunkerque | 77                | 58 |              |              |              |              |  |  |        |        |        |        |
|  | 25 et 27 mai 2004        |                          |                  | (5) Gravelines Dunkerque | 77                | 58 |              |              |              |              |  |  |        |        |        |        |
|  |                          | (2) Pau-Orthez           | 81               | 89                       |                   |    |              |              |              |              |  |  |        |        |        |        |
|  | (2) Pau-Orthez           | (2) Pau-Orthez           | 81               | 89                       | 84                | 89 |              |              |              |              |  |  |        |        |        |        |
|  | (2) Pau-Orthez           | 1er, 3 et 5 juin 2004    |                  |                          | 84                | 89 |              |              |              |              |  |  |        |        |        |        |
|  | (7) Strasbourg           | 72                       | 78               |                          |                   |    |              |              |              |              |  |  |        |        |        |        |
|  | (7) Strasbourg           | 72                       | 78               | (2) Pau-Orthez           | 79                | 76 | 93           |              |              |              |  |  |        |        |        |        |
|  | 25, 27 et 30 mai 2004    |                          |                  | (2) Pau-Orthez           | 79                | 76 | 93           |              |              |              |  |  |        |        |        |        |
|  |                          | (3) Chalon-sur-Saône     | 85               | 55                       | 59                |    |              |              |              |              |  |  |        |        |        |        |
|  | (3) Chalon-sur-Saône     | (3) Chalon-sur-Saône     | 85               | 55                       | 59                | 59 | 82           | 85           |              |              |  |  |        |        |        |        |
|  | (3) Chalon-sur-Saône     |                          |                  |                          |                   | 59 | 82           | 85           |              |              |  |  |        |        |        |        |
|  | (6) Le Havre             | 68                       | 50               | 71                       |                   |    |              |              |              |              |  |  |        |        |        |        |
|  | (6) Le Havre             | 68                       | 50               | 71                       |                   |    |              |              |              |              |  |  |        |        |        |        |
|  |                          |                          |                  |                          |                   |    |              |              |              |              |  |  |        |        |        |        |

Le match aller se joue chez l'équipe la moins bien classée lors de la saison régulière, le match retour et la belle éventuelle chez l'équipe la mieux classée lors de la saison régulière.

## Leaders de la saison régulière
| Catégorie                  | Joueur          | Équipe        | Statistiques |
| -------------------------- | --------------- | ------------- | ------------ |
| Points par match           | Rick Hughes     | Strasbourg    | 24,1         |
| Rebonds par match          | Rahshon Turner  | Le Mans       | 8,9          |
| Passes décisives par match | Laurent Sciarra | Paris         | 9,7          |
| Interceptions par match    | Jason Rowe      | Hyères-Toulon | 2,59         |
| Contres par match          | Thierry Rupert  | Strasbourg    | 2,27         |
| % aux tirs                 | Cyril Julian    | Pau-Orthez    | 66,95 %      |
| % aux lancer-francs        | Keith Jennings  | Strasbourg    | 93,33 %      |
| % à 3 points               | Laurent Foirest | Pau-Orthez    | 47,37 %      |

## Récompenses individuelles
| - MVP français : - MVP étranger : - Meilleur défenseur : - Meilleur espoir : - Meilleur entraîneur : | Laurent Foirest (Pau-Orthez) Rick Hughes (Strasbourg) Thierry Rupert (Strasbourg) Pape-Philippe Amagou (Le Mans) Vincent Collet (Le Mans) |

- Laurent Foirest et Rick Hughes ont également été élus MVP français et étranger selon le référendum L'Équipe établi auprès des journalistes.